# Santa Colomba de Somoza
Santa Colomba de Somoza è un comune spagnolo di 464 abitanti situato nella comunità autonoma di Castiglia e León.
Tra le sue frazioni Rabanal del Camino è importante come tappa del Cammino di Santiago di Compostela.